# Renia flavipunctalis
Renia flavipunctalis is een vlinder uit de familie van de spinneruilen (Erebidae). De wetenschappelijke naam van de soort is voor het eerst geldig gepubliceerd in 1832 door Geyer.